# VM i landevejscykling 2025
VM i landevejscykling 2025 vil blive den 98. udgave af VM i landevejscykling. Det vil foregå fra 21. til 28. september 2025 i og omkring Rwandas hovedstad Kigali. 
I juli 2018 meddelte UCI at verdensmesterskaberne i 2025 for første gang i historien skulle afholdes på det afrikanske kontinent. Senere meldte Rwanda og Marokko sig som kandidater til værtsskabet. Der vil være 13 løb, hvor der for første gang nogensinde skal køres separate U23-løb for kvinder.

## Ruterne
Ruteplanlægningen blev annonceret i anledning af VM i landevejscykling 2024 i Zürich. Linjeløbene starter og slutter ved Kigali Convention Centre. De foregår hovedsageligt på en 15,1 km lang rundstrækning, som skal gennemføres fra fem til 15 gange afhængig af kategori, hvor herrerne skal køre flest. I mændenes eliteløb vil tiende omgang blive udvidet til at omfatte en 42,5 km lang sløjfe på Mont Kigali. Enkeltstarterne starter ved BK Arena og slutter ved Convention Center. Holdløbet foregår på en lignende rute, men er designet som en rundstrækning med start og mål ved Convention Center.

## Danske deltagere
På grund af økonomiske hensyn til rejser og ophold i Rwanda, samt de særlige forberedelser der kræves for at køre cykelløb i højder mellem 1.500 og 1.700 meter, har Danmarks Cykle Union besluttet at ingen danske U19- og U23-ryttere skal deltage ved verdensmesterskaberne. Det er første gang, at Danmark ikke stiller til start ved U23-VM. Derfor er det kun elitedamer og herrer der skal repræsentere Danmark.

## Program
| Dato                   | Løb                    | Start             | Mål               | Højdemeter    | Distance      |               |
| Enkeltstarter          | Enkeltstarter          | Enkeltstarter     | Enkeltstarter     | Enkeltstarter | Enkeltstarter | Enkeltstarter |
| ---------------------- | ---------------------- | ----------------- | ----------------- | ------------- | ------------- | ------------- |
| Søndag 21. september   | Damer - Elite          | BK Arena          | Convention Centre | 460           | 31,2 km       |               |
| Søndag 21. september   | Herrer - Elite         | BK Arena          | Convention Centre | 680           | 40,6 km       |               |
| Mandag 22. september   | Herrer - U23           | BK Arena          | Convention Centre | 460           | 31,2 km       |               |
| Mandag 22. september   | Damer - U23            | BK Arena          | Convention Centre | 350           | 22,6 km       |               |
| Tirsdag 23. september  | Herrer - Junior        | BK Arena          | Convention Centre | 350           | 22,6 km       |               |
| Tirsdag 23. september  | Damer - Junior         | BK Arena          | Convention Centre | 225           | 18,3 km       |               |
| Blandet holdløb-stafet |                        |                   |                   |               |               |               |
| Onsdag 24. september   | Blandet holdløb-stafet | Convention Centre | Convention Centre | 740           | 42,4 km       |               |
| Landevejsløb           |                        |                   |                   |               |               |               |
| Torsdag 25. september  | Damer - U23            | Convention Centre | Convention Centre | 2.435         | 119,3 km      |               |
| Fredag 26. september   | Herrer - Junior        | Convention Centre | Convention Centre | 2.435         | 119,3 km      |               |
| Fredag 26. september   | Herrer - U23           | Convention Centre | Convention Centre | 3.350         | 164,6 km      |               |
| Lørdag 27. september   | Damer - Junior         | Convention Centre | Convention Centre | 1.520         | 74 km         |               |
| Lørdag 27. september   | Damer - Elite          | Convention Centre | Convention Centre | 3.350         | 164,6 km      |               |
| Søndag 28. september   | Herrer - Elite         | Convention Centre | Convention Centre | 5.475         | 267,5 km      |               |